# Етрежист
Етрежист (фр. Etréjust) насеље је и општина у североисточној Француској у региону Пикардија, у департману Сома која припада префектури Амјен.
По подацима из 2011. године у општини је живело 44 становника, а густина насељености је износила 11,64 становника/km². Општина се простире на површини од 3,78 km². Налази се на средњој надморској висини од 72 метара (максималној 128 m, а минималној 52 m).

## Демографија
| 1962. | 1968. | 1975. | 1982. | 1990. | 1999. | 2011. |
| ----- | ----- | ----- | ----- | ----- | ----- | ----- |
| 51    | 54    | 48    | 47    | 40    | 39    | 44    |

График промене броја становника у току последњих година